# Juan Carlos Fonseca
Juan Carlos Fonseca (16 september 1970) is een Colombiaans voormalig wielrenner. Hij was onder meer derde in de Ronde van Mexico, als de Ronde van Chiriquí.

## Belangrijkste overwinningen
2004
- 7e etappe Ronde van Colombia